# Kjerstin Andersen
Pour les articles homonymes, voir Andersen.
Kjerstin Andersen, née le 23 novembre 1958 à Porsgrunn, est une ancienne handballeuse internationale norvégienne.
Avec l'équipe de Norvège, elle participe notamment aux jeux olympiques de 1988 où elle remporte une médaille d'argent.

## Palmarès

### Sélection nationale
- Jeux olympiques
  -  médaille d'argent aux Jeux olympiques de 1988, Séoul,  Corée du Sud
- Championnat du monde
  -  3e du Championnat du monde 1986,  Pays-Bas